# San José de Feliciano (departamento)
San José de Feliciano é um departamento da Argentina, localizado na província de Entre Ríos.
É o quinto menor da província, com uma área de 3 143 km², e o segundo menos populoso, com 15 150 hab., segundo dados preliminares do censo de 2010 (INDEC).
Limita-se a oeste com o Departamento La Paz, ao norte com a província de Corrientes, ao sul com o departamento Federal e ao leste com o departamento Federación. A capital é o município de San José de Feliciano.